# Gualta
Gualta es un municipio español de la comarca del Bajo Ampurdán en la provincia de Gerona, Cataluña, a la izquierda del río Ter y regado por el río Daró

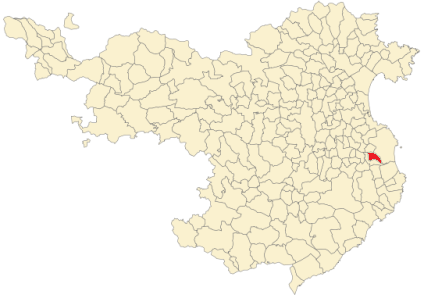
Situación de Gualta en la provincia de Gerona.

## Demografía
Gualta cuenta con una población de 419 habitantes (INE 2024).
| Gráfica de evolución demográfica de Gualta entre 1842 y 2021                                                        |
| |
| Población de derecho según los censos de población del INE Población de hecho según los censos de población del INE |

## Historia
Hay restos de un poblado ibérico en el cerro de la Font Pasquala. En el año 879 la población aparece documentada por primera vez con la forma "Aqualta"

## Economía
Agricultura de regadío y de secano. Actividades industriales relacionadas con la agricultura.

## Lugares de interés
- Puente sobre el río Daró de los ss. XVI-XVII.
- Iglesia parroquial.